# Haltichella nigroclava
Haltichella nigroclava är en stekelart som beskrevs av Roger Roy och Farooqi 1984. Haltichella nigroclava ingår i släktet Haltichella och familjen bredlårsteklar. Inga underarter finns listade i Catalogue of Life.